# Dipartimento di La Poma
La Poma è un dipartimento argentino, situato nella parte nord-occidentale della provincia di Salta, con capoluogo La Poma.
Esso confina a nord con la provincia di Jujuy, a est con il dipartimento di Rosario de Lerma, a sud con quello di Cachi e ad ovest con il dipartimento di Los Andes.
Secondo il censimento del 2010, su un territorio di 4.447 km², la popolazione ammontava a 1.738 abitanti, con un aumento demografico dello 0,2% rispetto al censimento del 2001.
Il dipartimento, nel 2001, era composto dall'unico comune di La Poma.